# Bertrand Dufourcq
Pour les articles homonymes, voir Dufourcq.
Bertrand Dufourcq, né le 5 juillet 1933 à Paris où il est mort le 18 novembre 2019,, est un diplomate français.

## Biographie

### Jeunesse et études
Fils du musicologue Norbert Dufourcq, il étudie à l'Institut d'études politiques de Paris et à l'École nationale d'administration (1959-1961, promotion Lazare Carnot). Il est l'époux  d'Elisabeth Dufourcq, haut-fonctionnaire, écrivain et ancienne secrétaire d'Etat à la Recherche (1995). 

### Parcours professionnel
Diplomate, il est notamment ambassadeur au Congo (1976-1978), près le Saint-Siège (1985-1988), en URSS puis Russie (1990-1992) et en Allemagne (1992-1993); et Secrétaire général du Quai d'Orsay (1993-1998). Directeur des affaires politiques au Quai d'Orsay en 1990, il participe aux négociations du traité 4+2 portant sur la réunification allemande. 1994-1998. Secrétaire Général du Quai d'Orsay. En 1998, en tant que  Secrétaire Général, il est envoyé à deux reprises par le Président Jacques Chirac, comme négociateur auprès du président Saddam Hussein
Président du Centre de Musique Baroque de Versailles (1998-2009) et de la Fondation de France (2000-2007). 

## Distinctions
- Ambassadeur de France (1996)
- Commandeur de la Légion d'honneur (1997)